# Винницкие Гайдамаки
«Винницкие Гайдамаки» (укр. Вінницькі Гайдамаки) — хоккейный клуб из Винницы, Украина. Основан в 2008 году. Выступает в чемпионате Профессиональной хоккейной лиги.
Домашние игры проводит на Ледовой арене «Ледовый Клуб» (500).

## История
Основателями команды стали Лукьянец В. В. и Чайковский В. А., а затем к ним присоединяются Замков И. М. и Окрема С. И.. Осенью 2008 года Винницкая команда под названием «Гайдамаки» борется за третье место в городском чемпионате. В 2009 году в этом же чемпионате они становятся вторыми. Летом 2009 года на Кубке летом в городе Симферополь команда занимает второе место. А осенью 2009 года занимают первое место в РХЛ (Региональной хоккейной лиге).
Весной 2010 года «Гайдамаки» заняли первое место в Кубке кубков среди победителей РХЛ.
В 2011 году «Гайдамаки» удержали первое место за собой в РХЛ, и 6 место в Премьер-лиге под эгидой Федерации хоккея Украины. В  Ночные хоккейной лиге (НХЛ) Киева 2010-11 финишировали на 4 месте среди 13 команд На Кубке содружества в Белоруссии команда занимает второе место среди команд следующих стран: Украина, Польша, Беларусь, Германия.
Летом 2011 года клуб вступил в Профессиональную хоккейную лигу.